# Từ bỏ em giữ chặt em
Từ bỏ em giữ chặt em (Tiếng Anh: Stay with me; chữ Hán phồn thể: 放弃我 抓紧我; Bính âm: Fàngqì wǒ zhuājǐn wǒ) là một bộ phim về đề tài đô thị thời trang, lãng mạn ra mắt cuối năm 2016 của Trung Quốc với sự góp mặt của Trần Kiều Ân và Vương Khải. Phim được phát sóng trên đài truyền hình Hồ Nam từ ngày 11 tháng 12 năm 2016 đến ngày 2 tháng 1 năm 2017.

## Nội dung
Vì một tai nạn ngoài ý muốn rơi xuống nước khiến nhà thiết kế thời trang Lệ Vi Vi (Trần Kiều Ân) bị mất một phần trí nhớ, trí nhớ của cô dừng lại ở năm 23 tuổi. Người bạn trai trong trí nhớ của cô, đồng thời cũng là nhà thiết kế thời trang Trần Diệc Độ (Vuơng Khải), hiện tại lại là đối thủ cạnh tranh; còn một người lạ lại đột nhiên trở thành vị hôn phu của cô. Vi Vi không tin bản thân đã chia tay với bạn trai cũ Trần Diệc Độ, cô nỗ lực điều tra nguyên nhân. Hôn phu hiện tại của cô vì muốn bảo vệ Vi Vi, muốn giữ chặt vị hôn thê của mình đã trăm phương ngàn kế ngăn cản Vi Vi điều tra. Sau khi nhớ lại mọi việc, Vi Vi phát hiện bản thân mình và người bên cạnh đã quá bận rộn mà quên đi mơ ước thuở ban đầu của mình. Nguyên nhân khiến Vi Vi và Diệc Độ chia tay cũng vì hai người trong quá trình theo đuổi sự nghiệp đã bỏ quên tình yêu và sự hiểu nhau. Trong lúc sự đối đầu và hiểu lầm đang ngày càng lớn, Diệc Độ hiểu lầm quan hệ giữa Vi Vi và vị hôn phu hiện tại, cuối cùng chia tay với cô. Lệ Vi Vi 30 tuổi quyết định thay đổi hiện trạng, cô từng bước xóa bỏ hiểu lầm trong quá khứ, xóa bỏ những sự đối nghịch giữa hai người, không ngừng tìm lại tình yêu và cũng tìm lại ước mơ và tình cảm thuở ban đầu.

## Danh sách diễn viên

### Diễn viên Chính
- Trần Kiều Ân vai Lệ Vi Vi (Vivian Lee)
- Vương Khải vai Trần Diệc Độ
- Kiều Nhậm Lương vai Hoắc Kiêu
- Trần Nhiên vai Tiffany (Điền Kim Phượng)

### Diễn viên Phụ
- Trương Hiên Duệ vai LeO
- Trương Đạt vai Mạc Phàm
- Tạ Quân Hào vai Hoắc Duệ Cường
- Tào Nhiên Nhiên vai Âu Diệp
- Quách Gia Hào vài Tào Chung
- Kì Hàng vai Khang Tinh
- Miêu Hạo Quân vai Hoắc Duệ Dũng
- Lưu Manh Manh vai Jenny

...

## Nhạc phim
| Từ bỏ em giữ chặt em OST | Từ bỏ em giữ chặt em OST                              | Từ bỏ em giữ chặt em OST | Từ bỏ em giữ chặt em OST | Từ bỏ em giữ chặt em OST | Từ bỏ em giữ chặt em OST |
| STT                      | Nhan đề                                               | Phổ lời                  | Phổ nhạc                 | Nghệ sĩ                  | Thời lượng               |
| ------------------------ | ----------------------------------------------------- | ------------------------ | ------------------------ | ------------------------ | ------------------------ |
| 1.                       | "Từ bỏ em giữ chặt em (放棄我，抓緊我)" (Nhạc mở đầu) | Đại Nhạc Đông            | Đàm Tuyền                | Kim Chí Văn              | 4:08                     |
| 2.                       | "Khi tình yêu đến gõ cửa (当爱来敲门)" (Nhạc kết)     | Đại Nhạc Đông            | Đàm Tuyền                | Trương Bích Thần         | 4:11                     |
| 3.                       | "Người ấm áp (暖人)"                                  | Đoàn Tư Tư               | Đàm Tuyền                | Truơng Lỗi               | 4:47                     |
| 4.                       | "Yes I do"                                            | Lưu Chân Hi Đàm Tuyền    | Đàm Tuyền                | Trần Kiều Ân             | 3:49                     |

## Rating
| Tập        | Ngày phát sóng | Tỷ lệ người xem trung bình (CSM52) | Tỷ lệ người xem trung bình (CSM52) | Xếp hạng | Tỷ lệ người xem trung bình (Toàn quốc - Trung Quốc) | Tỷ lệ người xem trung bình (Toàn quốc - Trung Quốc) | Xếp hạng |
| Tập        | Ngày phát sóng | Tỉ lệ                              | Chia sẻ của khán giả               | Xếp hạng | Tỉ lệ                                               | Chia sẻ của khán giả                                | Xếp hạng |
| ---------- | -------------- | ---------------------------------- | ---------------------------------- | -------- | --------------------------------------------------- | --------------------------------------------------- | -------- |
| 1-2        | 11/12/2016     | 1.233                              | 3.712%                             | 1        | 1.5                                                 | 4.74%                                               | 1        |
| 3-4        | 12/12/2016     | 1.241                              | 3.827%                             | 1        | 1.45                                                | 4.61%                                               | 1        |
| 5-6        | 13/12/2016     | 1.399                              | 4.313%                             | 1        | 1.59                                                | 5.07%                                               | 1        |
| 7-8        | 14/12/2016     | 1.412                              | 4.301%                             | 1        | 1.66                                                | 5.21%                                               | 1        |
| 9-10       | 15/12/2016     | 1.512                              | 4.649%                             | 1        | 1.68                                                | 5.27%                                               | 1        |
| 11         | 16/12/2016     | 1.034                              | 3.07%                              | 2        | 1.58                                                | 4.36%                                               | 1        |
| 12         | 17/12/2016     | 1.309                              | 3.87%                              | 1        | 1.91                                                | 5.37%                                               | 1        |
| 13-14      | 18/12/2016     | 1.469                              | 4.44%                              | 1        | 1.95                                                | 6.18%                                               | 1        |
| 15-16      | 19/12/2016     | 1.509                              | 4.59%                              | 1        | 1.89                                                | 6.15%                                               | 1        |
| 17-18      | 20/12/2016     | 1.409                              | 4.23%                              | 1        | 1.78                                                | 5.62%                                               | 1        |
| 19-20      | 21/12/2016     | 1.421                              | 4.29%                              | 1        | 1.86                                                | 5.80%                                               | 1        |
| 21-22      | 22/12/2016     | 1.345                              | 4.12%                              | 1        | 1.77                                                | 5.68%                                               | 1        |
| 23         | 23/12/2016     | 1.019                              | 3.01%                              | 2        | 1.69                                                | 4.77%                                               | 1        |
| 24         | 24/12/2016     | 1.032                              | 3.11%                              | 2        | 1.71                                                | 4.93%                                               | 1        |
| 25-26      | 25/12/2016     | 1.4                                | 4.14%                              | 1        | 1.94                                                | 5.93%                                               | 1        |
| 27-28      | 26/12/2016     | 1.506                              | 4.487%                             | 1        | 1.93                                                | 6.08%                                               | 1        |
| 29-30      | 27/12/2016     | 1.451                              | 4.36%                              | 1        | 1.62                                                | 5.11%                                               | 1        |
| 31-32      | 28/12/2016     | 1.442                              | 4.383%                             | 1        | 1.86                                                | 5.86%                                               | 1        |
| 33-34      | 29/12/2016     | 1.484                              | 4.55%                              | 1        | 1.87                                                | 5.92%                                               | 1        |
| 35         | 30/12/2016     | 1.203                              | 3.606%                             | 1        | -                                                   | -                                                   | -        |
| 36-37      | 31/12/2016     | 1.911                              | 5.456%                             | 1        | 3.01                                                | 8.72%                                               | 1        |
| 38         | 02/01/2017     | 1.525                              | 4.392%                             | 1        | 2.17                                                | 6.34%                                               | 1        |
| Trung Bình | Trung Bình     | 1.419                              | 4.27%                              |          | -                                                   | -                                                   | -        |

- Trong bảng trên đây, số màu xanh biểu thị cho tỷ lệ người xem thấp nhất và số màu đỏ biểu thị cho tỷ lệ người xem cao nhất.
- Từ bỏ em Giữ chặt em được xếp hạng trong top 10 phim truyền hình được đánh giá cao nhất năm 2016[7]